# Laxe
Pour les articles homonymes, voir Laxe (homonymie).
Laxe (toponyme officiel en Espagne) est une commune de la province de La Corogne située dans le nord ouest de l'Espagne, faisant partie de la communauté autonome de Galice.

## Géographie
Commune côtière située à 67 kilomètres à l'ouest de La Corogne.

## Histoire
La ville fut pillée par des navires français en 1544.

## Lieux et monuments

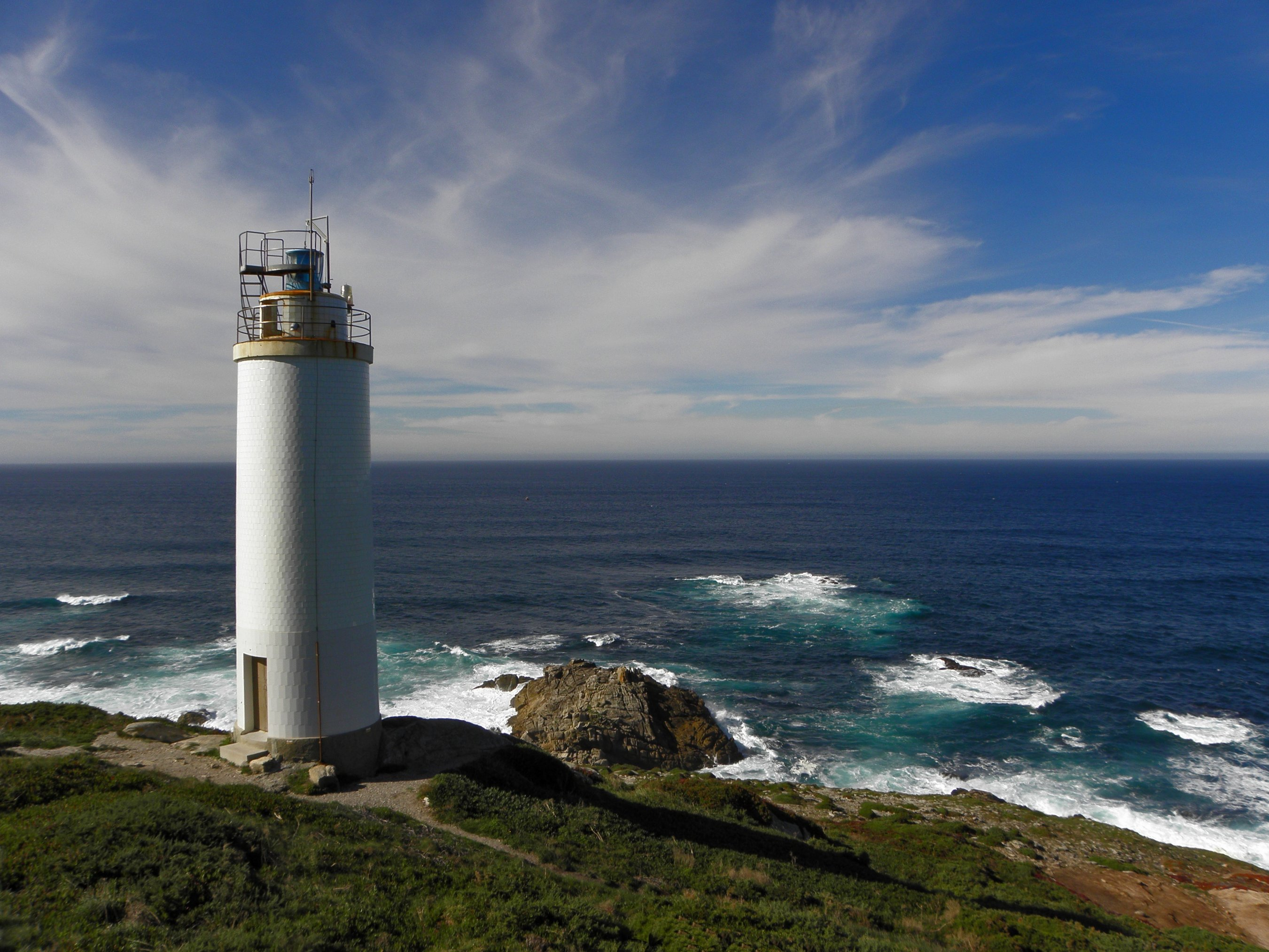
Le phare de Punta Laxe

- Phare de Punta Laxe
- Dolmen Fornela dos Mouros